# Antonio Anglés Martins
Antonio Anglés Martins (São Paulo, 25 de juliol de 1966) és un criminal espanyol.
Tan sols va viure un any a la ciutat brasilera de São Paulo abans de traslladar-se a Espanya. Segons els seus familiars i coneguts era un delinqüent habitual de caràcter violent que solia propinar pallisses a la seva mare. Tenia antecedents per robatori, atracament i tràfic de drogues. Se'l coneix pel triple crim comès en la localitat valenciana d'Alcàsser, on, segons la sentència del judici, va segrestar, torturar, violar i assassinar tres joves: Desirée Hernández i Míriam García, de 14 anys, juntament amb Antonia "Tonyi" Gómez, de 15.

## Antecedents
Va passar dos anys a la presó per segrestar, encadenar i colpejar el gener de 1990 a Nuria Pera Mateu, de 20 anys, aparentment per haver-li robat uns grams d'heroïna. La dona va aconseguir salvar la vida gràcies a la intervenció d'un dels germans d'Anglés. Donant-li una oportunitat per a la seva reinserció social, va rebre el 5 març de 1992 un permís penitenciari de sis dies que va aprofitar per escapar, de manera que no va acabar la seva condemna i va estar a partir de llavors en situació de cerca i captura.

## El crim d'Alcàsser

### Reconstrucció dels fets
La nit del 13 de novembre de 1992 Antonio Anglés, també conegut com a "Asukiki" o "Sugar", es trobava passejant amb l'Opel Corsa del seu amic Miguel Ricart Tárrega (Catarroja, 1969) i amb aquest mateix. Anant per la carretera van veure tres noies que es trobaven fent autoestop, amb la finalitat d'assistir a una festa de l'Institut de Picassent que es duria a terme en la discoteca Coolor. Anglés els va preguntar si es dirigien cap a la discoteca Coolor i les tres noies van pujar a l'automòbil.
En arribar a la discoteca, Anglés li va dir a Ricart que continués conduint. Les nenes van començar a cridar. Tot seguit, Anglés va treure una pistola Star de 9 mm. Les va colpejar amb la culata de l'arma i posteriorment les va lligar. El "Rubio", com anomenaven Ricart, va conduir l'automòbil cap a Catadau. Aquesta era la zona on Anglés solia refugiar-se quan el buscava la Guàrdia Civil. Va suggerir la caseta mitjà derruïda de "la Romana" com a lloc on portar a les noies. Dues de les nenes van ser violades tant per Anglés com per Ricart. A posteriori decidiren lligar les nenes i tornar al poble a la recerca de menjar. En tornar van violar a la tercera nena per a continuació cavar la fossa i obligant-les a caminar fins a ella, els va disparar en el cap i les va enterrar. Van recollir les beines de l'arma de foc i van netejar el cotxe.

### Els dies posteriors
A partir d'aquest moment va començar una intensa cerca per tractar de trobar a les nenes. El 27 de gener de 1993, després d'unes intenses pluges, la terra es va estovar i van aparèixer els cossos. Dos apicultors que cuidaven els seus ruscs, (Gabriel Aquino González i José Sala Sala, de 69 i 53 anys respectivament) van trobar amb la fossa. La Guàrdia Civil en la recerca posterior, hi va trobar un guant de Ricart, un volant de la Seguretat Social a nom d'Enrique Anglés Martins, germà d'Antonio, i una beina de bala.
Anglés no estava a casa seva quan s'hi va presentar la Guàrdia Civil a la recerca del seu germà Enrique. Va començar la fugida en la qual va estar amagat durant aproximadament un mes en algun poble de la província de València, assetjat per la intensa cerca de la Guàrdia Civil i la Policia Nacional. Va ser a punt de ser capturat a Vilamarxant, però va aconseguir escapar-se de la forta batuda que es va fer. Va reaparèixer la seva pista uns dies després a Minglanilla (Conca), últim lloc d'Espanya on es va saber que es trobava, fins que al març de 1993 va ser vist de nou a Lisboa. A partir d'aquest punt hi ha dues teories: la primera diu que allí es va embarcar com a polissó al vaixell "City of Plymouth", del que posteriorment es va tirar en ser descobert prop de les costes d'Irlanda. A partir d'aquí es va perdre la seva pista, i es creu que va poder morir de fred o ofegat en aquestes aigües. La segona teoria simplement suposa que es va embarcar a Lisboa amb destinació al Brasil, el seu país natal, i que va aconseguir arribar-hi i entrar al país amb el seu passaport brasiler, ja que tenia la doble nacionalitat espanyola i brasilera, però la realitat és que fins al dia d'avui no se sap res sobre el seu parador i es troba entre els criminals més buscats per la Interpol.
Segons la fitxa de cerca de la Interpol, Antonio Anglés Martins va néixer el 25 de juliol de 1966, parla espanyol i portuguès, mesura 1,75 metres i té els ulls blaus. Se l'acusa de segrest, violació, assassinat i possessió il·legal d'armes.